# Otto Lundberg
Otto Victor Lundberg (i riksdagen kallad Lundberg i Sala), född 6 maj 1842 i Björkviks församling, Södermanlands län, död 15 januari 1918 i Sala stadsförsamling, Västmanlands län, var en svensk jurist och politiker.
Lundberg blev student vid Uppsala universitet 1862, avlade 1868 examen till rättegångsverken, blev 1869 extra ordinarie notarie i Svea hovrätt och arbetade som vice häradshövding 1871. Åren 1874–1875 verkade han som advokat i Stockholm, men fick under senare delen av 1875 anställning som rådman och magistratssekreterare i Sala. 1882 utnämndes Lundberg till borgmästare i Sala stad, en post han behöll till sin död.
Till riksdagens första kammare invaldes Lundberg av Västmanlands läns valkrets och var riksdagsledamot 1899–1904. Under riksdagarna 1901 och 1904 var han suppleant av särskilda utskottet.

## Familj
Otto Lundberg var son till prosten Jakob Lundberg, riksdagsman för prästeståndet för Strängnäs stift vid riksdagen 1865–1866, och Brita Christina Selander. Lundberg gifte sig 1883 med Anna Josefina Lovisa Dahlström (1856–1942), dotter till handlanden Carl Dahlström och pigan Christina Lindgren. Otto Lundberg fick fyra barn: Anna (född 1879), Otto Josef (född 1879), Jakob (född 1884) samt Selma Christina (född 1889).